# Oripoda prominens
Oripoda prominens är en kvalsterart som beskrevs av P. Balogh 1985. Oripoda prominens ingår i släktet Oripoda och familjen Oripodidae. Inga underarter finns listade i Catalogue of Life.